# 1992 új világörökségi helyszínei
Az UNESCO Világörökség Bizottsága az 1992. december 7-14. között Santa Feben megtartott 16. ülésszakán az alábbi helyszíneket nyilvánította a világörökség részévé: 
| | Buthróton romvárosa |
| Albánia |                     |
| Kulturális (III) |                     |
| Védett terület: 8 591 ha, hivatkozás: 570 |                     |
| Buthróton területe az ősidők óta lakott volt, de magát a várost feltehetőleg korfui gyarmatosítók alapították. Erődítménye az i. e. 6. századból származik, akropoliszát nagy kőtömbökből épült falakkal vették körül. Az i. e. 4. századra fontos kereskedelmi központtá fejlődött és ekkor élte egyik virágkorát. Időszámításunk kezdetekor római uralom alatt áll, később püspöki székhely lett, majd bizánci fennhatóság alá került, és újra felvirágzott. A 15. században velencei csapatok foglalták el, ekkor hanyatlásnak indult, környéke elmocsarasodott ezért elnéptelenedett. A városban a 20. század elején kezdődtek meg a feltárások. A környéket sár és növényzet borította el ennek köszönhetően Buthróton különböző korokból származó épületei rendkívül jó állapotban maradtak meg. A mai part mellett két i. e. 6. századi fal maradványaira bukkantak. Színháza az i. e. 3. századból származik, a nézőtéren 23 sor maradt épségben. Az akropolisz lábánál két görög templomot azonosítottak. Ezen kívül római fürdőket, egy a korai kereszténység idejéből származó keresztelőkápolnát, valamint számos hétköznapi tárgyat – tányérokat, vázákat, gyertyatartókat- és műalkotásokat tártak fel. |                     |

| | Algír óvárosa |
| Algéria |               |
| Kulturális (II)(V) |               |
| Védett terület: 54,7 ha, hivatkozás: 565 |               |
| Algírt föníciaiak alapították, de jelentős kereskedelmi központtá csak a középkorban, az arab hódítás után fejlődött. A 16. századtól az oszmánok fennhatósága alatt állt és évszázadokig a kalózok egyik menedéke volt. 1830-ban francia kézre került és csak 1962-ben nyerte vissza függetlenségét. Az 1970-es években óvárosában egy nagyszabású modernizálási programot kezdtek, miközben igyekeztek megtartani az eredeti városszerkezetet és megóvni az épületeket. A város kasbájának (óvárosának) jelentős része az oszmán korszakból származik, szerkezete szabálytalan, számos kacskaringós utcája és sikátora van. Egészen a 19. századig a város csak a citadellát körülvevő falakon belül terjeszkedett, a falakon belül ma a citadella romjai, mecsetek és paloták láthatók. Legrégebbi jelentős épülete az Almorávidák által építtetett tizenegy hajós Nagymecset, amit a 11. században egy korábbi keresztény bazilika helyére emeltek. Hozzá tartozó minaret a 14. század elejére datálható. A város kedvező földrajzi elhelyezkedéséből jelentős bevételre tett szert, vagyonuk egy részét a házak belső díszítésére fordították. |               |

| | Pueblo de Taos |
| Amerikai Egyesült Államok |                |
| Kulturális (IV) |                |
| Védett terület: 19,04 ha, hivatkozás: 492 |                |
| A település több mint 1000 éve lakott, a Rio Grande egy kisebb mellékfolyójának völgyében terül el. A pueblo indiánok kultúrájának és építészetének máig fennmaradt emlékei találhatóak itt. 384 km²-en terül el, körülbelül 2000 ember otthona. A térségben egyedülálló prehispán tradicionális építészeti emlékekkel rendelkező Taos házait napon szárított vályogtéglákból emelték, ami a pueblo nép kedvelt építőanyaga volt. A települést két nagyobb házcsoport uralja, az útvesztőhöz hasonlító központi épületek lakóegységeit csak kötéllétrán vagy a tetőn keresztül lehetett megközelíteni. A mennyezetek rőzsefonattal kiegészített, vályogvakolattal fedett fagerendákból állnak, az egymás tetején lépcsőzetesen elhelyezkedő szobákat úgy alakították ki, hogy az alsó szint tetőszerkezetének egy része egyben a felsőbb szint terasza is. A központi épületek erődszerű formája külső fenyegetésre utal. A nagy szilárdságú szerkezetek ellenálltak az időnként zord éghajlati viszonyoknak is. A lakóépületek mellett szertartási központok, úgynevezett kivák állnak, ezekből összesen hat maradt meg. A települést körülbelül 700 éven keresztül kizárólag a tiwa nép lakta, de más ősi pueblo népek is megfordultak a város piacán ahol árucserét folytattak. A település jelenleg turistalátványosság. |                |

| | Fraser-sziget |
| Ausztrália |               |
| Természeti (VII)(VIII)(IX) |               |
| Védett terület: 184 000 ha, hivatkozás: 630 |               |
| A Queensland déli partja mentén található Fraser-szigetet néhány vulkanikus eredetű szikla kivételével homok alkotja, és 120 kilométeres hosszúságával ez a világ legnagyobb homokzátonya. Belsejének kisebb területeit esőerdő fedi, fehérhomokos partjaival, édesvizű tavaival, homokdűnéivel, szirtjeivel és a magroveerdőkkel kivételesen szép tájat alkot. A homokdűnék magassága eléri a 250 métert. Ezek egy része 140 ezer éve, a délnyugati szél hatására mozgásban vannak, évente körülbelül 3 métert mozdulnak el északnyugati irányban. A szilárdabban lerakódott részeken 700 ezer év éghajlat- és tengerszint változásait lehet nyomon követni. A sziget körülbelül 2000 éve lehet lakott, telepesen nagyobb arányban csak a 19. század közepén jelentek meg rajta és rögtön el is kezdték az értékes fafajtákért kiirtani az őserdőket. A megmaradt erdőben sokszínű növényvilág él, ezen kívül többek között ritka madarak és békák élőhelye is. Az emlősök száma kevés (köztük denevérfajok), a legnépesebb populációkat a madarak alkotják, több mint 230 fajjal. A sziget jellegzetes madara a királypapagáj, a feketemellű fürj és fontos állomáshelye a gázlómadaraknak is. |               |

| | Prága történelmi központja |
| Csehország |                            |
| Kulturális (II)(IV)(VI) |                            |
| Védett terület: 1 106,36 ha, puffer zóna: 9 887,09 ha, hivatkozás: 616 |                            |
| Prága történelmi központja szemlélteti a város folyamatos fejlődését a középkortól mostanáig. Látképét a hatalmas várkomplexum a Hradzsin negyed uralja, ami egy a 9. században alapított településből fejlődött ki. Prága hamar Bohémia fővárosa lett, a 12. századtól jelentősen terjeszkedni kezdett. A 14. századtól fontos szerepet töltött be Közép-Európa fejlődésében, a század közepén IV. Károly német-római császár idejében fővárosként aranykorát élte. 1541-ben egy tűzvészben súlyos károkat szenvedett, majd a harmincéves háború után hanyatlani kezdett. A 19. század végén egy átfogó városfejlesztés során sok régi épületét lebontották. A helyszín három részből áll, ez az Óváros, a Kisoldal, és az Újváros. A Károly hidat a 14. század közepén kezdték építeni barokk szobrait a 18. század elején állították fel. Ez a híd kapcsolja össze a várnegyed alján lévő Kisoldalt a folyó túloldalán álló Óvárossal. Különös jelentőségű a Szent Vitus-székesegyház, A Prágai Vár, a Szent Kereszt-rotunda, A Szent Jakab-templom, a gótikus árkádos házak, a Károly Egyetem, a Vencel-tér, a Városháza és a 13. században kialakult zsidónegyed. |                            |

| | Český Krumlov történelmi központja |
| Csehország |                                    |
| Kulturális (IV) |                                    |
| Védett terület: 51,91 ha, puffer zóna: 1 073,31 ha, hivatkozás: 617 |                                    |
| Český Krumlov a Moldva folyó partján egy sziklán álló 13. századi vár körül fejlődött ki. A kis középkori település öt évszázados fejlődés után nagyrészt érintetlenül maradt meg. A várat 1250-ben kezdték építeni, méreteiben az országban csak a prágai Hradzsin múlja felül. Fontos ipari és kereskedelmi település volt, mindezek haszna nagyszabású építkezéseket tett lehetővé. A városközpont két részből áll, a vár alatti területekből és a folyó túloldalán lévő tulajdonképpeni városból. A házak fölé magasodó Szent Vitus-templomot a 15. század első harmadában építették. A várat az évszázadok során dísztermekkel, fogadószobákkal és egy rokokó színházzal egészítették ki, jelentősek falfestményei is. Fontos egyházi épületeket is emeltek, közöttük vándorló és prédikáló rendek kolostorait. Az 1578-ból származó egykori városi sörfőzde ma Egon Schiele emlékhelye. Český Krumlov egykori gazdagságát tükrözik polgárházai is. |                                    |

| | Telč történelmi központja |
| Csehország |                           |
| Kulturális (I)(IV) |                           |
| Védett terület: 36 ha, puffer zóna: 296,5 ha, hivatkozás: 621 |                           |
| A dombtetőn álló Telč város házait több ízben is tűz pusztította el, mai reneszánsz látképét a 16. században nyerte el. Házai eredetileg fából épültek, majd az 1386-os tűz után, amikor a piactér nyugati oldala, a templom és a városháza leégett kőből kezdtek építkezni. A települést fallal erősítették meg, a védekezés részeként egy mesterséges tórendszert is kialakítottak. A 16. század második felében Zachariaš Hradec kastéllyá alakíttatta át a 14. század közepén épület várat, amit reneszánsz stílusú épületekkel egészített ki. A gazdag kereskedők és polgárok átépítették középkori házaikat, később a várost barokk, rokokó és klasszicista elemekkel is gazdagították. A barokk korból származik a jezsuita főiskola, a Jézus Neve-templom, a piactér keleti felén álló Mária-oszlop és szökőkutak. Telč fő látványossága hosszú, háromszög alakú piactere amelyet kétoldalt árkádos reneszánsz házak szegélyeznek, egy részük homlokzata a barokk korból származik. A település közterei, középületei szépségük mellett az építészeti technikák széles skáláját mutatják be. |                           |

| | Bourges katedrálisa |
| Franciaország |                     |
| Kulturális (I)(IV) |                     |
| Védett terület: 0,85 ha, puffer zóna: 105 ha, hivatkozás: 635 |                     |
| Bourges-ben Berry hercegeinek egykori városában a 12. század elején kezdték építeni a Szent Istvánnak szentelt katedrálist, a gótikus művészet egyik legszebb alkotását. Alakja bazilika jellegű, főhajóval és mellékhajókkal rendelkező öthajós épület. A kórus és az apszis 1195 és 1215 között, a hosszház és a főhomlokzat 1225 és 1260 között épült. Jellegzetessége egységes belső tere annak ellenére, hogy egyes részei még román stílusban épültek. Szobordíszítése bibliai témákat jelenít meg és Szent István életéhez kapcsolódó legendákat. A templom timpanonjai és bonyolult kialakítású 13. századi festett ólomüveg ablakai különösen feltűnőek. A nyugati homlokzat középső timpanonját az Utolsó ítéletet ábrázoló faragványok díszítik. A kórus alatti helyiséget 1195-ben létesítették, önálló templomként funkcionál. Művészileg jelentősek az északi és déli homlokzat ajtói is. A katedrális, bár egyes elemeit kicserélték építése óta keveset változott és ma is faszerkezetű házak veszik körül. |                     |

| | A Püthagoreion és a szamoszi Héraion |
| Görögország |                                      |
| Kulturális (II)(III) |                                      |
| Védett terület: 668,35 ha, puffer zóna: 402,25 ha, hivatkozás: 595 |                                      |
| Szamosz szigete már az i. e. 3. évezredben lakott volt. Fénykorát az i. e. 6. és az i. e. 5. század között élte, amikor a Földközi-tenger keleti vidékének egyik legjelentősebb kulturális központja volt. Püthagoreion, az ősi főváros erődítményei a klasszikus időszakban épültek, később a hellenisztikus korban ezeket kibővítették és megerősítették. Az ásatások során feltárták az egykori utcákat, egy viaduktot, a csatornarendszert, számos középületet, szentélyeket, templomokat, az agorát, közfürdőket és a stadiont. Az egyik legjelentősebb felfedezés egy 1040 méter hosszú a hegy oldalába vájt alagútszerű vízvezeték volt. A várostól nyugati irányban elterülő Heraiont, Héra templomát az i. e. 10. században alapították, és évszázadokon át (különösen az i. e. 6. században) bővítették. A templom jelentőségét elsősorban nagy mérete adja. A Heraiont körülvevő romok között oltárok, kisebb templomok, szobortalapzatok, valamint egy 5. századi keresztény bazilika maradványai találhatók. |                                      |

| | Angkor |
| Kambodzsa |        |
| Kulturális (I)(II)(III)(IV) |        |
| Védett terület: 40 100 ha, hivatkozás: 668 |        |
| Angkor Délkelet-Ázsia egyik legfontosabb régészeti lelőhelye. Az Angkor Régészeti Park 400 négyzetkilométeren terül el, a parkban látható, a 9. és a 15. század között emelt épületek romjai a Khmer Birodalom fővárosának maradványai. A birodalom ötszáz éven keresztül Délkelet-Ázsia legerősebb állama volt. A környéken összesen több mint száz szentély helyezkedik el. A khmer építészet az indiai szubkontinensen honos stílusból fejlődött ki, azonban hamarosan elkülönült tőle. A khmer fővárosok alapvető alkotóelemei a védősánc, egy árok, középen az állami főtemplom, egy fából épült palota és egy nagy nyitott víztározó. A főtemplom a király halála után annak síremléke lett, ezért az egymást követő uralkodók számára mindig új szentélyt építettek, ez magyarázza a területen elszórt szentélyek nagy számát. A királynak abszolút egyházi és világi hatalma volt, közvetőként lépett fel az emberek és az istenek között. A legfontosabb khmer emlékmű a 12. század elején épült Angkorvat, ami egy hatalmas elkerített területen fekszik. A 12. század végéről származik Angkorthom, ami az 54 tornyos Bajon-templomról híres. A legfontosabb épületek közé tartozik még a Praszat Kravan-, a Bantejszrei- és a Ta Prohm-templom. |        |

| | Huanglung terület |
| Kína |                   |
| Természeti (VII) |                   |
| Védett terület: 60 000 ha, hivatkozás: 638 |                   |
| A Szecsuan tartományban fekvő nemzeti park egy gleccservölgy, amelynek tengerszint feletti magassága 3000 métertől 5588 méterig terjed. A völgyet szegélyező magas hegyeket az év nagy részében hó borítja és itt található Kína legkeletibb gleccsere. A park fő nevezetessége egy 2,5 kilométer hosszú, 100 méter széles terület, amelyen egy néhány centiméter mély vízfolyás fut végig. A vízben lévő kalcit a jégkorszak idején - amikor az egész területet gleccser borította - teraszokat és lapos tavacskákat hozott létre amelyek az elszaporodott algáknak és baktériumoknak köszönhetik jellegzetes narancssárga, sárga, zöld vagy kék színüket. A nemzeti parkban ezen kívül látványos sziklaképződmények, vízesések és meleg vizes források, meredek falú víznyelők is megtalálhatók. A park növénytakarója nagyrészt sűrű erdő, gazdag ökoszisztémájának ikonikus állata a veszélyeztetett óriáspanda. Többi ritka állata között megtalálható az arany piszeorrú majom, az örvös medve, a párduc, a pusztai macska, az ázsiai vadkutya, a takin, széró és gorál is. |                   |

| | A Csiucsajkou-völgy területe |
| Kína |                              |
| Természeti (VII) |                              |
| Védett terület: 72 000 ha, puffer zóna: 60 000 ha, hivatkozás: 637 |                              |
| A több mint 720 négyzetkilométeres északnyugat-szecsuáni nemzeti park egy Y alakot formázó három völgyből áll, a völgyek mentén álló hegyek tengerszint feletti magassága 2000 métertől 4800 méterig terjed. A park neve arra a kilenc falura utal, amely a védett övezetben egy hatvan négyzetkilométeres területen szóródik szét. A nagy magasságkülönbségnek köszönhetően a területen többféle erdei ökoszisztéma is kialakult. A folyóvizek kioldják a talajban lévő kalciumsót ami később széles teraszok formájában rakódik le. A park ezen kívül hófödte hegyeiről, több színben csillogó mintegy százhúsz taváról, kúp alakú karsztos alakzatairól és vízeséseiről is nevezetes. A legnagyobb vízesés nyolcvan méter magas. Az élénkzöld, kék és türkiz színben csillogó keskeny tavak egy része jég által vájt völgyekben fekszik, partjaikat esetenként sziklaomlások torlaszolják el. A félreeső és ezért elszigeteltebb völgyek sűrű növénytakarója a ritka növények mellett élőhelyet nyújt veszélyeztetett állatoknak is, köztük madárfajoknak, az óriáspandának, és az aranyszőrű majomnak. |                              |

| | Vulingjüan terület |
| Kína |                    |
| Természeti (VII) |                    |
| Védett terület: 26 400 ha, puffer zóna: 12 680 ha, hivatkozás: 640 |                    |
| A Hunan tartományban lévő körülbelül 260 négyzetkilométeres nemzeti park háromezernél is több keskeny homokkő oszlopa és csúcsa miatt nevezetes. Ezek az erózió következtében ötszáz méter magas üledékrétegekből koptak le, a tornyok egy része még ma is több mint kétszáz méter magas. A parkban jelentős a karszttevékenység is, ennek során negyven barlang alakult ki, figyelemre méltó cseppkőképződményekkel. Legszebbek közülük a Sárga sárkány-barlang cseppkövei. A térség lakatlan mivel a hegyek közötti túl szűk és meredek völgyekben nem folytatható mezőgazdasági tevékenység. A hegyvidéket sűrűn behálózzák a patakok, amelyek kisebb tavakon és vízeséseken folynak keresztül. A park legismertebb természeti képződményei közé tartozik két híd, az egyik (Halhatatlanok hídja) egy száz méteres, míg a másik (Híd az égen keresztül) egy 357 méteres szakadék felett ível át. Ez utóbbi egyike a világ legmagasabb természetes hídjainak. A dús növénytakaróval borított védett terület több, a kihalás szélén álló állatfajnak is az élettere, megtalálható köztük a kínai óriásszalamandra, az ázsiai vadkutya, az örvös medve, a ködfoltos párduc és a kínai víziőz is. |                    |

| | Zamość óvárosa |
| Lengyelország |                |
| Kulturális (IV) |                |
| Védett terület: 75,03 ha, puffer zóna: 214,9 ha, hivatkozás: 564 |                |
| Az ország délkeleti részében fekvő település volt Európa első tervrajz alapján épített városa. Jan Zamoyski, a fegyveres erők parancsnoka a saját birtokán alapította 1580-ban és a 17. században élte virágkorát. A városszerkezetet a padovai Bernardo Morando tervei alapján alakították ki az „ideális város” korabeli itáliai elképzelései nyomán. Az Európát a Fekete-tengerrel összekötő kereskedelmi útvonal egyik állomása volt, a soknemzetiségű betelepedett kereskedők szabadon gyakorolhatták vallásukat. Többek között rutének, törökök, arámiak és zsidók is éltek itt. A második világháború idején a németek rengeteg itt élő lengyelt és szinte valamennyi zsidó lakost deportálták vagy legyilkolták. Az épületek túlélték a háborús pusztításokat, megmaradtak erődítményei is és eredeti szerkezete. A Városháza 1639 és 1651 között épült, a 18. században egy barokk lépcsőfeljáróval egészítették ki. A Szent Tamás-templom, az ország egyik legszebb késő reneszánsz temploma, a 16. század végén épült. A 17. század elején emelt zsinagóga stukkódíszeiről nevezetes. Jelentősek még a tereket szegélyező bérházak díszített homlokzataikkal és földszinti árkádjaikkal. |                |

| | El Tajín, pre-hispán város |
| Mexikó |                            |
| Kulturális (III)(IV) |                            |
| Védett terület: 240 ha, hivatkozás: 631 |                            |
| El Tajín városát már évszázadokkal korábban is lakták, de igazán i. sz. 800 és 1200 között tett szert nagyobb jelentőségre amikor Teotihuacan bukása után az északkeleti országrész legfontosabb központjává vált. Ekkor befolyása feltételezhetően az egész Mexikói-öböl térségére kiterjedt, viszont 1200 után nem sokkal elnéptelenedett. A feltételezések szerint a település a totonákok egyik vallási központja volt. A világörökségi helyszín művészileg, építészetileg és történelmileg is jelentős romterület, fennmaradt elemei három fő csoportba oszthatók, ezek Tajín, Tajín Chico és az Oszlopok csarnoka. Egyedülálló építészeti megoldásait domborművekkel, oszlopokkal és más díszítőelemekkel egészítették ki. Mindhárom épületcsoportot egy négyszög alakú tér köré szervezték, a tereket piramisok szegélyezik. A piramisok közül legismertebb a Fülkés piramis, tetején egy templommal. Fülkéinek száma 365, ami csillagászati ismereteikre utal. A piramis a prehispán mezoamerikai építészet egyik remekműve. A romterület legnagyobb épülete a 45 méter magas, faragványokkal díszített Oszlopok csarnoka. |                            |

| | Rammelsbergi bánya, Goslar történelmi óvárosa és Felső-Harz-vidéki vízgazdálkodási rendszer |
| Németország |                                                                                             |
| Kulturális (I)(II)(III)(IV) |                                                                                             |
| Védett terület: 1 009,89 ha, puffer zóna: 5 654,69 ha, hivatkozás: 623 |                                                                                             |
| A rammelsbergi bánya a németországi Goslar városától délre, a Rammelsberg nevű hegyen található. Az itt létesített múzeum az Ipari Örökségek Európai Útvonala (ERIH) egyik állomása. Rammelsbergen elsősorban galenitet, kalkopiritet, szfaleritet, baritot valamint vitriolt hoztak felszínre. A bányát több mint ezer év után 1988-ban zárták be. A területen már az i. e. 3. században is bányásztak fémeket (ezüst, réz, ólom, cink, arany). Goslar a gazdag fémlelőhelynek köszönhetően fontos központ volt, 1100 körül városi kiváltságlevelet kapott. A 10-12. században itt volt a Német-római Birodalom egyik székhelye és vallási központ is volt. Központi szerepét hangsúlyozta az itt épült császári rezidencia is. A bányászat hasznából épültek a város erődjei, templomai, középületei és az előkelők rezidenciái. A helyszínhez 2010 óta tartozik a vízgazdálkodási rendszer, amelyet ciszterci szerzetesek létesítettek és több mint nyolcszáz éven át folyamatosan fejlesztettek. A bányászatot támogató rendszer mesterséges tavakból, árkokból, föld alatti vízfolyásokból áll, ez a világ egyik legnagyobb, az ipari termelés előtt létesített energiaellátó rendszere. |                                                                                             |

| | Novgorod történelmi műemlékei |
| Oroszország |                               |
| Kulturális (II)(IV)(VI) |                               |
| Hivatkozás: 604 |                               |
| Novgorod (Újváros) legkorábbi ismert említései a 9. századból valók. A fontos kereskedelmi útvonal mentén fekvő település volt Oroszország első fővárosa, ezen kívül kereskedelmi és kulturális központ is. Történelmi városközpontjának legfontosabb eleme a Kreml, amelyet a 11. században kezdtek építeni. 15. századi városfala 1400 méter hosszú és tizenkét toronnyal erősítették meg. A városban fejlődött ki az egyik legkorábbi nemzeti festőiskola, értékes kéziratok készültek és nagyon jelentős volt a helyi építészet is. A Kreml területén található, négyzetben álló görögkereszt alaprajzú Szent Szófia-székesegyház a 11. század közepén épült. 14. századi az Úr Színeváltozása-templom amelynek freskódíszítését Theophanész a Görög készítette. A helyszínhez ezen kívül számos más a 12. és a 9. század között épült műemlék tartozik. Itt fordították le először az Ó- és Újtestamentumot ószláv (templomi szláv) nyelvre a 15. században. |                               |

| | A Szoloveckij-szigetek kulturális és történelmi emlékegyüttese |
| Oroszország |                                                                |
| Kulturális (IV) |                                                                |
| Védett terület: 28 834 ha, hivatkozás: 632 |                                                                |
| Az egykor erdőkkel és mocsarakkal borított hat sziget a Fehér-tenger nyugati részén az Onyegai-öbölnél fekszik. Az itteni legkorábbi emberi jelenlét nyomai az i. e. 5. évezredre datálhatók, és az i. e. 5. századtól lehetett folyamatosan lakott. A sziget első kolostorát 1429-ben alapították, amelyet újabbak követtek, és a hely ma is pezsgő kolostori élet színhelye. A világörökségi helyszín központi eleme az azonos nevű szigeten fekvő Szoloveckij-kolostor ami egykor az ország leggazdagabb ilyen jellegű épületegyüttese volt. A helyszínhez több kolostor is tartozik, négy a Szoloveckij-szigeten, a 17. századi Szentháromság-kolostor az Anzerszkij-szigeten, egy 16. századi kolostor a Nagy Zajackij-szigeten és a szintén 16. századi Szent Szergiusz-kolostor a Nagy Mukszalma-szigeten. A 16. század végén a kolostorokat erőddé alakították. A cári időkben politikai börtön volt, a bolsevik hatalomátvétel után munkatábor létesült itt egészen 1933-ig. 1991 óta a hely ismét kolostorként működik. |                                                                |

| | Vlagyimir és Szuzdal fehér műemlékei |
| Oroszország |                                      |
| Kulturális (I)(II)(IV) |                                      |
| Hivatkozás: 633 |                                      |
| A két település a 11. és a 14. század között a Vlagyimir-Szuzdali Nagyfejedelemség fővárosa volt. Az 1108-ban alapított Vlagyimir 1157-ben lett főváros, területén jelentős egyházi és világi épületek maradtak fenn amelyeket külföldről is érkezett építészek segítségével hoztak létre. Az egykupolás Mária elszenderedése (Uszpenszkij)- székesegyházat 1158-ban építették, freskódíszítésének egy része Andrej Rubljov munkája a 15. század elejéről. A település védelmi rendszere a 12. században épült ki, ennek egy része az 1164-ben emelt Arany-kapu tetején a Szent Lepel-templommal. A 12. század végi Dimitrij-székesegyház jellegzetességei a Dávid király életét bemutató külső domborművei. Szuzdal meghatározó épületegyüttese a Kreml benne a település legszebb templomával a 12. század elejéről fennmaradt Jézus születése-székesegyházzal. A 16. században felújított templom 13. századi Arany ajtóiról ismert. Jelentős épületegyüttes a részben felújított Megváltó-kolostor is, valamint a Szuzdal közelében lévő Kigyeska faluban álló Borisz és Gleb templom, az ország első fehér mészkőből épített temploma. |                                      |

| | Bancsiang régészeti lelőhelye |
| Thaiföld |                               |
| Kulturális (III) |                               |
| Védett terület: 30 ha, puffer zóna: 760 ha, hivatkozás: 575 |                               |
| Bancsiang, Délkelet-Ázsia eddig feltárt legfontosabb régészeti lelőhelye már az 1960-as években ismert volt amikor festett agyagcserepek kerültek elő, de a tervszerű ásatások csak 1972-ben kezdődtek el. A hely már az i. e. 5. évezredben is egy rendkívüli kulturális és technikai fellendülés központja volt. Itt találták meg a régió legkorábbi, gazdálkodásra utaló leleteit, valamint nagyon korai fémgyártásra és –felhasználásra utaló nyomokat. Egyes vélemények szerint már i. e. 4500 körül is használtak fémeket de az is lehetséges, hogy csak i. e. 2000 után. Számos kerámiatárgy is előkerült, ezek i. e. 3000 és i. sz. 400 (a település elnéptelenedésének feltételezhető időpontja) között készültek. A lakosok megélhetését öntözéses rizstermesztés valamint baromfi- és sertéstenyésztés biztosította. A rizstermesztéshez már felhasználták a háziasított bivalyok igavonó erejét is. A sírokban talált tárgyak a társadalom rétegződésére utalnak. A település kulturális és gazdasági jelentősége egyedülálló volt az eddig ismert kortárs települések között. |                               |